# نويفا دي خوليو (مقاطعة بوينس آيرس)
نويفا دي خوليو (بالإسبانية: Nueve de Julio, Buenos Aires Province)‏ هي منطقة سكنية تقع في الأرجنتين في Nueve de Julio Partido. يقدر عدد سكانها بـ 34,350 نسمة .

## المناخ
يظهر الجدول التالي التغييرات المناخية على مدار السنة لنويفا دي خوليو:
| البيانات المناخية لـنويفا دي خوليو      | البيانات المناخية لـنويفا دي خوليو | البيانات المناخية لـنويفا دي خوليو | البيانات المناخية لـنويفا دي خوليو | البيانات المناخية لـنويفا دي خوليو | البيانات المناخية لـنويفا دي خوليو | البيانات المناخية لـنويفا دي خوليو | البيانات المناخية لـنويفا دي خوليو | البيانات المناخية لـنويفا دي خوليو | البيانات المناخية لـنويفا دي خوليو | البيانات المناخية لـنويفا دي خوليو | البيانات المناخية لـنويفا دي خوليو | البيانات المناخية لـنويفا دي خوليو | البيانات المناخية لـنويفا دي خوليو |
| الشهر                                   | يناير                              | فبراير                             | مارس                               | أبريل                              | مايو                               | يونيو                              | يوليو                              | أغسطس                              | سبتمبر                             | أكتوبر                             | نوفمبر                             | ديسمبر                             | المعدل السنوي                      |
| --------------------------------------- | ---------------------------------- | ---------------------------------- | ---------------------------------- | ---------------------------------- | ---------------------------------- | ---------------------------------- | ---------------------------------- | ---------------------------------- | ---------------------------------- | ---------------------------------- | ---------------------------------- | ---------------------------------- | ---------------------------------- |
| الدرجة القصوى °م (°ف)                   | 40.5 (104.9)                       | 39.4 (102.9)                       | 38.2 (100.8)                       | 34.3 (93.7)                        | 31.5 (88.7)                        | 26.4 (79.5)                        | 28.4 (83.1)                        | 35.3 (95.5)                        | 32.6 (90.7)                        | 38.1 (100.6)                       | 37.9 (100.2)                       | 42.7 (108.9)                       | 42.7 (108.9)                       |
| متوسط درجة الحرارة الكبرى °م (°ف)       | 30.5 (86.9)                        | 29.1 (84.4)                        | 26.8 (80.2)                        | 22.5 (72.5)                        | 18.7 (65.7)                        | 15.0 (59.0)                        | 14.5 (58.1)                        | 17.2 (63.0)                        | 19.4 (66.9)                        | 22.6 (72.7)                        | 26.1 (79.0)                        | 29.1 (84.4)                        | 22.6 (72.7)                        |
| المتوسط اليومي °م (°ف)                  | 23.5 (74.3)                        | 22.1 (71.8)                        | 19.8 (67.6)                        | 15.8 (60.4)                        | 12.2 (54.0)                        | 9.2 (48.6)                         | 8.7 (47.7)                         | 10.7 (51.3)                        | 13.1 (55.6)                        | 16.2 (61.2)                        | 19.5 (67.1)                        | 22.2 (72.0)                        | 16.1 (61.0)                        |
| متوسط درجة الحرارة الصغرى °م (°ف)       | 16.7 (62.1)                        | 15.9 (60.6)                        | 14.3 (57.7)                        | 10.6 (51.1)                        | 7.5 (45.5)                         | 4.4 (39.9)                         | 4.0 (39.2)                         | 5.3 (41.5)                         | 7.0 (44.6)                         | 10.3 (50.5)                        | 12.9 (55.2)                        | 15.3 (59.5)                        | 10.4 (50.7)                        |
| أدنى درجة حرارة °م (°ف)                 | 6.5 (43.7)                         | 4.3 (39.7)                         | 1.2 (34.2)                         | −1.2 (29.8)                        | −4.2 (24.4)                        | −7.2 (19.0)                        | −5.8 (21.6)                        | −6.3 (20.7)                        | −3.0 (26.6)                        | −2.6 (27.3)                        | −0.5 (31.1)                        | 2.5 (36.5)                         | −7.2 (19.0)                        |
| الهطول مم (إنش)                         | 127.9 (5.04)                       | 114.2 (4.50)                       | 144.8 (5.70)                       | 110.3 (4.34)                       | 60.8 (2.39)                        | 38.4 (1.51)                        | 38.3 (1.51)                        | 35.2 (1.39)                        | 61.7 (2.43)                        | 113.0 (4.45)                       | 108.8 (4.28)                       | 106.9 (4.21)                       | 1٬060٫3 (41.74)                    |
| متوسط أيام هطول الأمطار (≥ 0.1 mm)      | 8.9                                | 7.4                                | 9.5                                | 8.1                                | 6.5                                | 5.9                                | 6.6                                | 5.1                                | 6.5                                | 10.3                               | 9.7                                | 9.5                                | 94.0                               |
| متوسط الرطوبة النسبية (%)               | 64.3                               | 69.1                               | 74.1                               | 76.0                               | 78.3                               | 78.9                               | 77.0                               | 70.4                               | 68.2                               | 69.0                               | 65.1                               | 63.4                               | 71.2                               |
| المصدر: Servicio Meteorológico Nacional |                                    |                                    |                                    |                                    |                                    |                                    |                                    |                                    |                                    |                                    |                                    |                                    |                                    |

## أعلام
- خوان بيدرو غوتيريز
- إيغناسيو فرنانديز
- غويلرمو مالدونادو